# Бањарола (Болоња)
Бањарола је насеље у Италији у округу Болоња, региону Емилија-Ромања.
Према процени из 2011. у насељу је живело 315 становника. Насеље се налази на надморској висини од 23 м.
- Villa Malvezzi Campeggi. Photo Paolo Monti (1965).